# Lux Ádám
Lux Ádám (Budapest, 1964. augusztus 26. –) Jászai Mari-díjas magyar színész, érdemes művész.

## Élete
A művészetek szeretetét édesanyjának, Lux Alfrédnének (született Fennesz Julianna) és édesapjának, Lux Alfrédnak köszönheti. Édesanyja az Arany János Gimnázium igazgatója, magyar szakos tanárként színház- és operarajongó is volt, édesapja pedig íróként, műfordítóként tanárként szintén a művészetek, irodalom elkötelezettje. Három testvére van, Lux Walter közgazdász, Lux Balázs orvos és Lux Ambrus tanár.

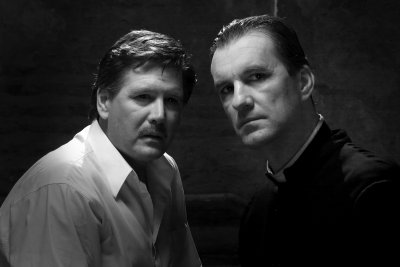
Kautzky Armanddal a Szeretlek, Faust című filmben

A Toldy Ferenc Gimnáziumban érettségizett, 1987-ben végezte el a Színház- és Filmművészeti Főiskolát Horvai István és Kapás Dezső osztályában. További tanárai voltak Szabó István, Montágh Imre, Iglódi István. 1987–1989 között a debreceni Csokonai Színház, 1989-től 1993-ig a budapesti József Attila Színház, 1993-tól 1995-ig a szolnoki Szigligeti Színház tagja volt.
1995 óta szabadúszó művészként számtalan budapesti, és vidéki színházban játszott drámai és zenés színházi főszerepeket. Számtalan szinkronszerepe tette a hangját közismertté.
2023-tól a Karinthy Színház tagja.
Filmes munkái közül kiemelkedik a Megszállottak című film, amely 2022 végéig több mint 80 nemzetközi filmfesztiváli díjat nyert el és Luxot az ebben a filmben nyújtott alakításáért a las vegasi és a floridai nemzetközi filmfesztiválon is a legjobb férfi alakítás díjával jutalmazták. Szintén jelentős a Szeretlek Faust című alkotás, amely a legjobb film díját hozta el Brnoból, Belgiumból és Indiából is, valamint a Magyar Golgota című mozi, amely több mint kétszáz nemzetközi filmfesztiválon nyert díjat. 2023-ban beválasztották a Magyar Művészeti Akadémia tagjai közé Színházművészeti tagozaton.
Felesége Pócsik Ildikó szinkronrendező. Két gyermekük van: Hanna és Benjámin.

## Fontosabb színházi szerepei
Ódry Színpad

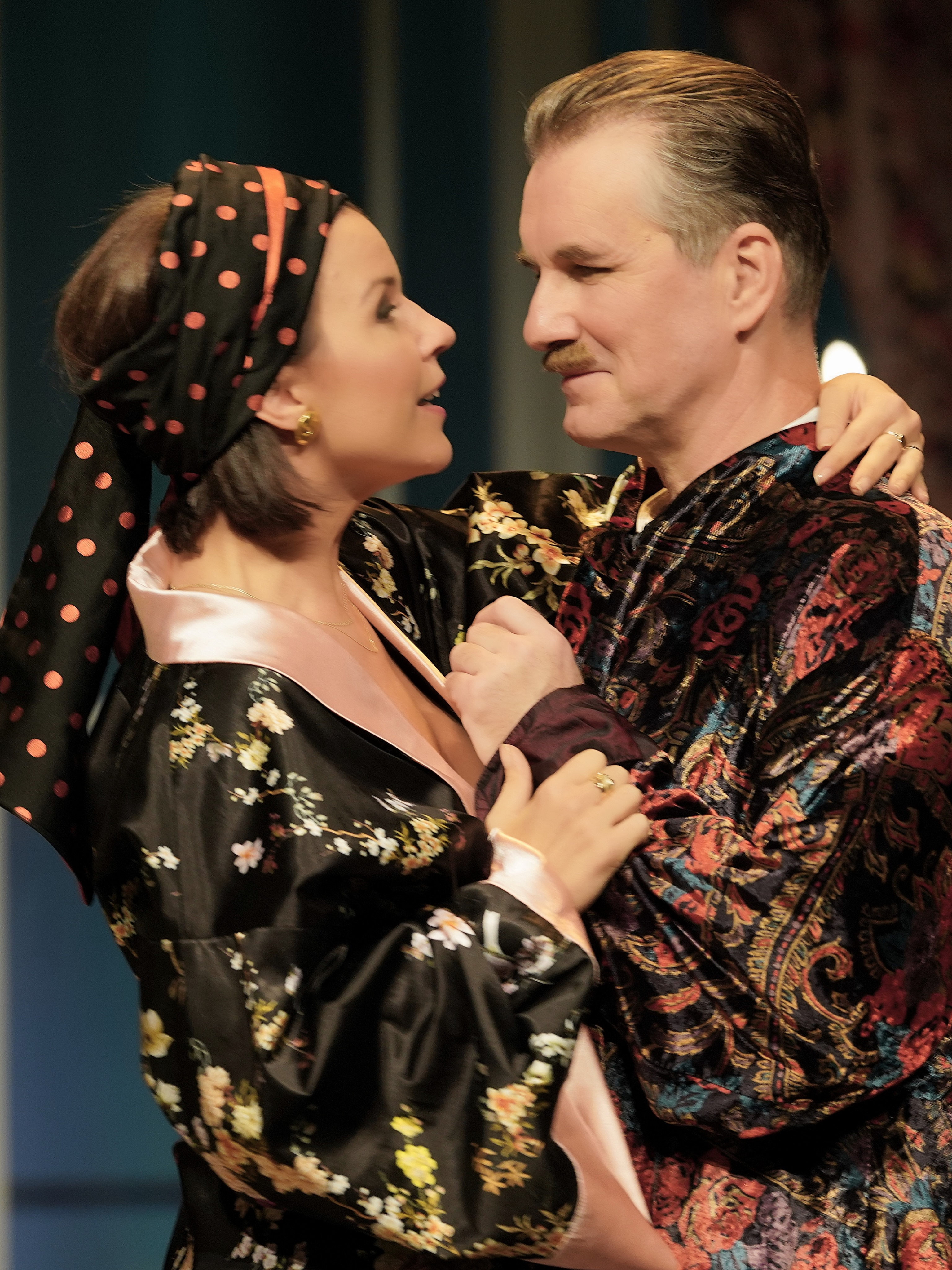
Pál
(Kék róka) – Nemes Wandával

- 1986. december 19.: Stephen Schwartz (rendező: Iglódi István): Godspell – ?[11][M. 1]

Csokonai Színház
- 1987. december 12.: Schwartz (rendező: Kerényi Miklós Gábor): Godspell – ?[12][M. 2]
- 1988. március 30.: William Shakespeare (rendező: Szegvári Menyhért): A makrancos hölgy – Lucentio, Vincentio fia, szerelmes Biancába[13]
- 1988. január 29.: August Strindberg (rendező: Horváth Z. Gergely): Haláltánc – Alan/[14] Allan[15]
- 1988. december 16.: Presser Gábor–Sztevanovity Dusán (rendező: Korcsmáros György): A padlás – Herceg,[14][16] finomlelkű szellem, 530 éves[17]
- 1989. február 10.: Alekszandr Nyikolajevics Osztrovszkij (rendező Szegvári): A hozomány nélküli menyasszony – Vaszilij Danyilics Vozsevatov, fiatal kereskedő[14][18]

Vígszínház
- 1988. január 29.: Presser–Sztevanovity (rendező: Marton László): A padlás – Herceg,[14][19] finomlelkű szellem, 530 éves[20]

József Attila Színház
- 1990. április 7.: Agatha Christie (rendező: Hegyi Árpád Jutocsa): Eszményi gyilkos – Ian[14]
- 1992. február 25.: William Wharton (rendező: Tasnádi Csaba): Madárka – Al[14][21]
- 1993. április 17.: Shakespeare (rendező: Szegvári): Tévedések vígjátéka – Solinus, Ephesus hercege[22]
- 1992. december 5.: Makszim Gorkij (rendező: Gaál Erzsébet): Éjjeli menedékhely – Báró[14]
- 2018. október 12.: Márai Sándor (rendező: Csiszár Imre): A gyertyák csonkig égnek – Henrik, a tábornok[23][24]

Komédi Franc ez?
- 1991. augusztus 16.: Carlo Goldoni (rendező: ?): A legyező[25] – Crespinó[26]

Pécsi Nemzeti Színház
- 1991. október 11.: Shakespeare (rendező: Lengyel György): Szentivánéji álom – Demetrius[27]

Szigligeti Színház
- 1993. október 8.: Friedrich Dürrenmatt (rendező: Vincze János) Angyal szállt le Babilonba – Főminiszter[14][28]
- 1994. január 21.: Weöres Sándor (rendező: Csiszár): A kétfejű fenevad – Bornemissza Ambrus deák, református lelkipásztor[14][29]
- 1994. március 4.: Illés Endre (rendező: Tasnádi Máté): Vörös és fekete – Croisenois márki, Mathilde vőlegénye[30]
- 1993. november 13.: Johann Wolfgang von Goethe (rendező: Bagossy László): Clavigó – Beaumarchais[14]
- 1994. október 14.: Stanisław Wyspiański (rendező: Zsótér Sándor): Novemberi éj – Joachim Lelewel[14][31]
- 1994. november 25.: Jacobi Viktor (rendező: Victor Ioan Frunză): Sybill – Petrov, testőrtiszt[14][32]

Thália Színház
- Molière (rendező: Tompa Gábor): Tartuffe – Damis, Orgon fia[14][33]

Szegedi Szabadtéri Játékok
- 1996. augusztus 17.: Lévay Szilveszter–Michael Kunze (rendező: Kerényi): Elisabeth – Ferenc József császár[14]

Csiky Gergely Színház
- 1996. december 13.: Lehár Ferenc (rendező: Ascher Tamás): Luxemburg grófja – René,[14] festő[34]

Katona József Színház, Kecskemét
- 1999. október 22.: Shakespeare (rendező: Puskás Tamás): Tévedések vígjátéka – Szirakúzai Antipholus, Égeon és Emília ikerfia[35]
- 2000. január 8.: Babits Mihály (rendező: Pozsgai Zsolt): A gólyakalifa – Tábory Elemér, meghasonlott[36]
- 2000. október 14.: Ödön von Horváth (rendező: Puskás): Kasimir és Karoline – Schürzinger[37]

Keszthely Nyári Színház
- 2001. július 27.: Shakespeare (rendező: Puskás): A makrancos hölgy – Tranió[38]

Vörösmarty Színház
- 2002. december 16.: Viktor Legentov: (rendező: Pozsgai): Nem bánok semmit sem – Jacques[39]
- 2003. február 28.: James Goldman (rendező: Esztergályos Károly): Az oroszlán télen – Oroszlánszívű Richárd, Henrik legidősebb fia[40]
- 2003.: Legentov: Piaf – Marcel, Yves Montand[26]
- 2004. március 19.: Heltai Jenő (rendező: Kolos István): Tündérlaki lányok – Pázmány Sándor, költő[41]
- 2004. október 9.: Shakespeare (rendező: Galambos Péter): Szentivánéji álom[14] – Théseus, Oberon[42]
- 2005. január 29.: Kosztolányi Dezső (rendező: Guelmino Sándor): Édes Anna – Vizy
- 2006. november 10.: Moldova György (rendező: Kolos): Malom a pokolban – Noszter[43]

Aranytíz Teátrum
- 2004. november 4.: Elías Snaeland Jónsson (rendező: Gergely László): Madarak haláltusája[44] – Apa[45]
- 2005. október 23.: Pozsgai (rendező: Pozsgai): Szeretlek, Faust (Mindszenty) – Mindszenty József[46][47]
- 2005. december 9.:Pozsgai (rendező: Pozsgai): Ha megjön Kabos – Gózon Gyula, fiatal színész[48]

Pesti Vigadó Kamaraterem
- 2006. április 30.: Pozsgai (rendező: Pozsgai): Fekete méz – Csatári Benedek[14][49][M. 3]

Budapesti Kamaraszínház
- 2007. október 21.:Horváth Péter (rendező: Ádám Tamás): Blikk – Langaléta
- 2008. március 8.: Nino Manfredi (rendező: Quintus Konrád): Könnyű erkölcsök – Armando[50]

Pécsváradi Várszínház
- 2007. augusztus 1.: Garvay Andor (rendező:  Pozsgai): Farkasasszony[51] – Werner Félix, bányamérnök[52]

Komédium
- 2009. február 20.: Fjodor Mihajlovics Dosztojevszkij–Pozsgai (rendező: Pozsgai):  Feljegyzések az egérlyukból[53] – Mihail Ivanovics Zuvojlov, törvényszéki ülnök[54]

Jászai Mari Színház-Népház
- 2012. február 4.: Egressy Zoltán (rendező: Hargitai Iván): Portugál – Csipesz[55]

Pécsi Harmadik Színház
- Kiss Judit Ágnes (rendező: Vincze): Prága, főpályaudvar – Vlada, könyvesbolti eladó[56]

Új Színház
- 2012. március 23.: Kodolányi János (rendező: Pozsgai): Földindulás – Amerikánus Dzsoni[57]
- 2012. augusztus 11.: Giorgio Pianosa (rendező: Pozsgai): Mert a mamának így jó – Giacomo Giannutri[58][59]
- 2013. november 15.: Gyurkovics Tibor (rendező: Gaál Ildikó): Kreutzer szonáta – Pozdnisev (Vaszilij Alekszandrovics)[60]
- 2014.: Wass Albert (rendező: Kerényi Imre): A funtineli boszorkány – Bandilla, a „prepetyítok” /hegyi rablók/ vezére[61]
- 2015. november 13.: Mikszáth Kálmán – Bártfay Rita (rendező: Vass György): A Noszty fiú esete Tóth Marival – Tóth Mihály, gazdag polgár, a „kiflikirály”[62]
- 2019. október 11.: Herczeg Ferenc (rendező: Csiszár): Kék róka – Pál[63][64]

Pinceszínház, Budapest
- 2016. október 9.: Yasmina Reza (rendező: Pajer Róbert): Művészet – Marc[65]

ExperiDance Production
- 2016. március 12: (rendező: Pozsgai): Gyöngyhajú lány – Omega musical – Apa, Kriszta apja[66][67]

Óbudai Társaskör
- 2019 május 26.: Martina Formanova (rendező: Szalai Krisztina): Illatos fehérneműk hajtogatója – Zenész[68][69]

TBG Produkció
- 2020. augusztus 28.: Egressy – Müller Péter Sziámi – Sebestyén Áron (rendező: Radó Denise): Tesla–Végtelen energia – Thomas Alva Edison[70]

## Filmjei

### Játékfilmek
- 2005: Rokonok – Titkár
- 2006: Férfiakt – Őrnagy
- 2007: Csendkút – Fekete
- 2009: A föld szeretője – Kristori
- 2010: Szeretlek, Faust – Mindszenty József
- 2018: Megszállottak – Loyolai Ignác
- 2021: Magyar Golgota – Nicholaus Sternberg báró

### Tévéfilmek
- 1987: Nyolc évszak 1–8. – Férfi a partin / Férfi a könyvtárban
- 1988: Gyilkosság két tételben – Kósa
- 1989: Szomszédok – Young Forester / Rendőr / Hotel ajtónálló

- 1990: Egy államférfi nehézségei – ?
- 1994: Öregberény 1–21. – Ügyvéd[71]
- 1993-2001: Kisváros – Zolnay Miklós főhadnagy, majd százados
- 2008: Tűzvonalban – Winkler / Kövári
- 2009: És a nyolcadik napon – Szívdoktor
- 2010: Mindszenty – Szeretlek, Faust! – Mindszenty József
- 2012: Hacktion: Újratöltve – Károly
- 2013: Feljegyzések az egérlyukból – Zuvoljov
- 2013–2015
  - Fekete krónika
    - A tüzes bíróság – La Reynie
    - Velencei pékinas – Velencei főbíró
- 2014: Földindulás – Amerikánus Dzsoni
- 2015
  - Farkasasszony – Werner bányamérnök
  - A király halála – Brodarics püspök
- 2016–2017: Barátok közt – Hárs Félix[72]
- 2018
  - Vadkanvadászat –  Lobkowitz
  - A merénylet – Főudvarmester

## Szinkronszerepei

### Sorozatbeli szinkronszerepei
- Rex felügyelő: Marco Terzani – Francesco Arca
- A palota ékköve: Seo Cheon-su – Bak Chan-hwan, 박찬환
- Moselbrücki történet: Gunther Zerfass – Christoph Engen
- Katts és kutyája: Hank Katts – Jesse Collins
- Ki a csuda ez a fiú?: Loius – Nicolas Navazo
- Cook kapitány: Charles Clarke parancsnok – Jacques Penot
- Melrose Place: Dr. Brett 'Coop' Cooper – Linden Ashby
- Acapulco akciócsoport: Marcos – Randy Vasquez
- Szerelmek Saint Tropez-ban: Baptiste Mondino – David Brécourt
- Lois és Clark: Superman legújabb kalandjai: Clark Kent/Superman – Dean Cain
- Egyről a kettőre: Jean-Luc Rieupeyroux – Bronson Pinchot
- Egy kórház magánélete: Dr. Jack 'Boomer' Morrison – David Morse
- Bor és hatalom: Eduard Montsolís – Eduard Farelo
- Brooklyn South: Jimmy Doyle tiszt– Dylan Walsh
- Szelek szárnyán: Joe Callaghan – Jesse Collins
- JAG – Becsületbeli ügyek: Harmon”Harm” Rabb Jr. – David James Elliott
- Szívtipró gimi: Declan Costello – Rupert Reid
- Lassie: Ethan Bennet – Tim Post
- Craker: DCI David Bilborough – Christopher Eccleston
- Partisétány Ausztrália: Rick Carlyle – André Eikmeier
- Családban marad: Maxey Sparks – Miguel A. Núñez Jr.
- A bestia: Ricardo Medeiros – Leonardo Brício
- Holdfényes történet: Stefan Roggenkaemp – Heikko Deutschmann
- Dharma és Greg: Greg Montgomery – Thomas Gibson
- Szívek szállodája: Christopher Hayden – David Sutcliffe
- Harmadik műszak: Jimmy Doherty – Eddie Cibrian
- Helen és a fiúk: Nicholas – Patrick Puydebat
- Csillagutasok: Huxley Welles – Tom Bresnahan
- Tudorok: Thomas Cromwell – James Frain
- Providence: John Hemming – Rob Estes
- Reménysziget: Daniel Cooper – Cameron Daddo
- Street Time – Harcos utcák: Kevin Hunter – Rob Morrow
- Bűvölet: Roberto/ Giuseppe Ansaldi – Giovanni Guidelli
- Ed: Edward „Ed” Jeremy Stevens – Thomas Cavanagh
- Majd a komornyik: Bertie Wooster – Hugh Laurie
- Az elit alakulat: Lynn 'Buck' Compton főhadnagy– Neal McDonough
- Pláza: Giuliano Corsini – Roberto Farnesi
- A Narancsvidék: Sandy Cohen – Peter Gallagher
- Carnivàle – A vándorcirkusz: Clayton Jones – Tim DeKay
- Kémcsajok: Jack Wilde – Carlos Jacott
- Pasadena: Robert Greeley – Mark Valley
- Gyilkos elmék: Aaron „Hotch” Hotchner – Thomas Gibson
- Eureka: Jack Carter seriff – Colin Ferguson
- A holtsáv: Walt Bannerman  – Chris Bruno
- Flipper legújabb kalandjai: Tom Hampton – Whip Hubley
- Ez a ház totál gáz: Armando – Joseba Apaolaza
- Az ikrek Malibuból: Jake Carlson – Eric Lutes
- Vészhívás: Steve Hayden nyomozó – Peter Mochrie
- Édes, drága titkaink: Nick George – Peter Krause
- Esti meccsek: Casey McCall – Peter Krause
- A mentalista: Patrick Jane – Simon Baker
- Túsztárgyalók: Matt Flannery – Ron Livingston
- A nevem Earl: Earl Hickey – Jason Lee
- True Blood – Inni és élni hagyni: Bill Compton – Stephen Moyer
- "Szentek" kórháza: Vincent Hughes – Christopher Gabardi
- Casanova: Fiatal Casanova – David Tennant
- Transformers: Prime: Knock Out – Daran Norris
- Wallander: Wallander – Kenneth Branagh
- Titkos templom legendái: Kirk Fogg
- Star Wars: Látomások: Margrave Juro – Tetsuo Kanao (japán) – Andrew Kishino (angol)

### Fernando Colunga
| Cím                 | Szerepnév                           |
| ------------------- | ----------------------------------- |
| María Mercedes      | Chicho                              |
| Marimar             | Adrián Robles                       |
| María               | Luis Fernando de la Vega Montenegro |
| Esmeralda           | José Armando Peñarreal de Velasco   |
| Paula és Paulina    | Carlos Daniel Bracho                |
| Esperanza           | Luis Gustavo Uribe del Valle        |
| María del Carmen    | Carlos Manuel Rivero                |
| Tiszta szívvel      | Manuel Fuentes-Guerra Aranda        |
| Mindörökké szerelem | Eduardo Juarez Cruz/ Franco Santoro |
| Riválisok           | José Miguel Montesinos              |
| Amit a szív diktál  | Jesús García                        |
| Szeretned kell!     | Eladio Gómez Luna                   |

### Film szinkronszerepei

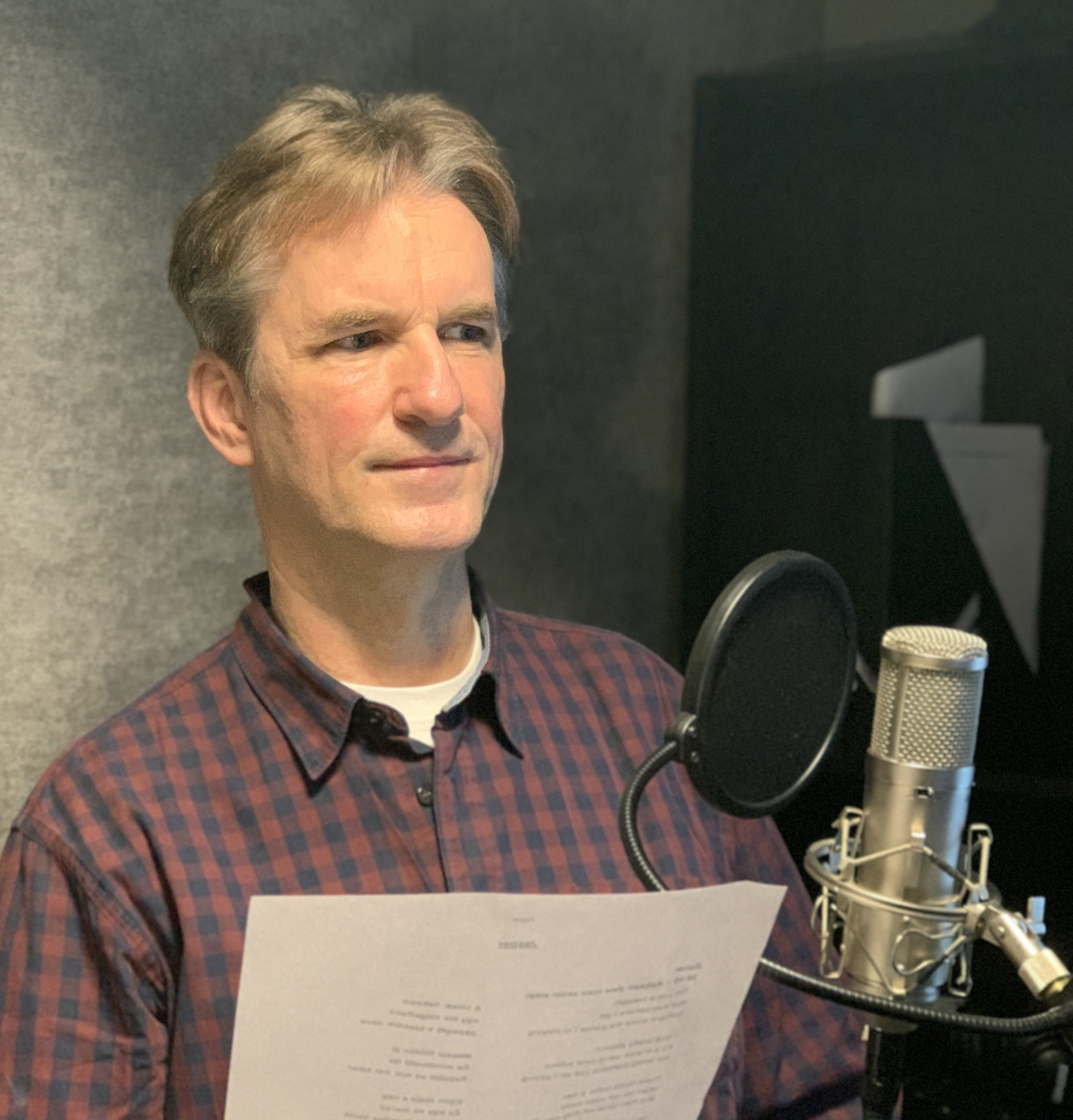
Szinkronizálás közben

| Film cím : alcím               | Eredeti cím : alcím            | Karakter             | Színész            |
| ------------------------------ | ------------------------------ | -------------------- | ------------------ |
| 2020: A tűz birodalma          | Reign of Fire                  | Creedy               | Gerard Butler      |
| Cannibal Holocaust             | Cannibal Holocaust             | Alan Yates           | Carl Gabriel Yorke |
| Az élőhalottak éjszakája       | Night of the Living Dead       | Tom                  | William Butler     |
| Egyéjszakás kaland             | One Night Stand                | Charlie              | Robert Downey Jr.  |
| Jégrengés                      | Ice Quake                      | Michael Webster      | Brendan Fehr       |
| Rigócsőr királyfi              | Král Drozdia Brada             | Mihály király        | Lukáš Vaculík      |
| Szakácspárbaj                  | Ameican Cousin                 | Loren Collins        | Jason Lee          |
| Tőzsdecápák                    | Wall Street                    | Bud Fox              | Charlie Sheen      |
| V mint Vérbosszú               | V for Vendetta                 | V                    | Hugo Weaving       |
| Vízözön                        | Hard Rain                      | Tom                  | Christian Slater   |
| Maci Laci                      | Yogi Bear                      | Smith parkőr         | Tom Cavanagh       |
| Elrabolva 3.                   | Taken 3                        | Stuart John          | Dougray Scott      |
| Elizabeth                      | Elizabeth                      | John Ballard         | Daniel Craig       |
| A felejtés virágai             | Harrison'Flowers               | Kyle Morrison        | Adrien Brody       |
| Logan futása                   | Logan's Run                    | Logan                | Michael York       |
| Match Point                    | Match Point                    | Tom Hewett           | Matthew Goode      |
| Flört a fellegekben            | View from the top              | Tim Stewart          | Mark Ruffalo       |
| Lepattinva                     | Forgetting Sarah Marshall      | Szörftanár           | Paul Rudd          |
| Elárulva                       | Stolen                         | Fletcher             | Mark Valley        |
| Alkonyatól pirkadatig          | From Dusk Till Dawn            | Richard Gecko        | Quentin Tarantino  |
| Cyborg 2. – Üvegárnyék         | Cyborg 2                       | Colton Ricks         | Elias Koteas       |
| Amerika Kapitány: Polgárháború | Captain America: Civil War     | Vasily Karpov        | Gene Farber        |
| Promenád a gyönyörbe           | The Road to Wellville          | Will Lightbody       | Matthew Broderick  |
| Huszadik század                | Novecento / 1900               | Alfredo Berlinghieri | Robert De Niro     |
| Halálkanyar                    | Switchback                     | Jack Mcginnis        | William Fichtner   |
| Blitz                          | Blitz                          | Harold Dunlop        | David Morrissey    |
| Közellenségek                  | Public Enemies                 | John Lorreing        | Johnny Depp        |
| A kilencedik kapu              | The Ninth Gate                 | Dean Corso           | Johnny Depp        |
| A majmok bolygója: Lázadás     | Rise of the Planet of the Apes | Will Rodman          | James Franco       |
| Sonny                          | Sonny                          | Sonny                | James Franco       |
| Isten gyermeke                 | Child of God                   | Jerry                | James Franco       |
| Mad Max 3.                     | Mad Max The Beyond Thunderdome | Max Rockatansky      | Mel Gibson         |
| Az utolsó csepp                | Tequila Sunrise                | McKussic             | Mel Gibson         |
| Halálos fegyver                | Lethal Weapon                  | Martin Riggs         | Mel Gibson         |
| Ilyen még nem volt             | Something New                  | Brian Kelly          | Simon Baker        |
| Az a bizonyos első év          | I Give It a Year               | Guy                  | Simon Baker        |
| A gyilkos bennem él            | The Killer Inside Me           | Howard Hendricks     | Simon Baker        |
| A mecénás szeretője            | Mistress                       | Warren Zell          | Christopher Walken |
| A holtsáv                      | The Dead Zone                  | Johhny Smith         | Christopher Walken |
| Csillagkapu                    | Stargate                       | Dr. Daniel Jackson   | James Spader       |
| A titkárnő                     | Secretary                      | Grey úr              | James Spader       |
| Kivonat                        | Extract                        | Joel Reynolds        | Jason Bateman      |

## Díjai
- Nívó-díj (1998)[14]
- Jászai Mari-díj (2019)[73][74][75][76][77]
- Érdemes művész (2021)[78]

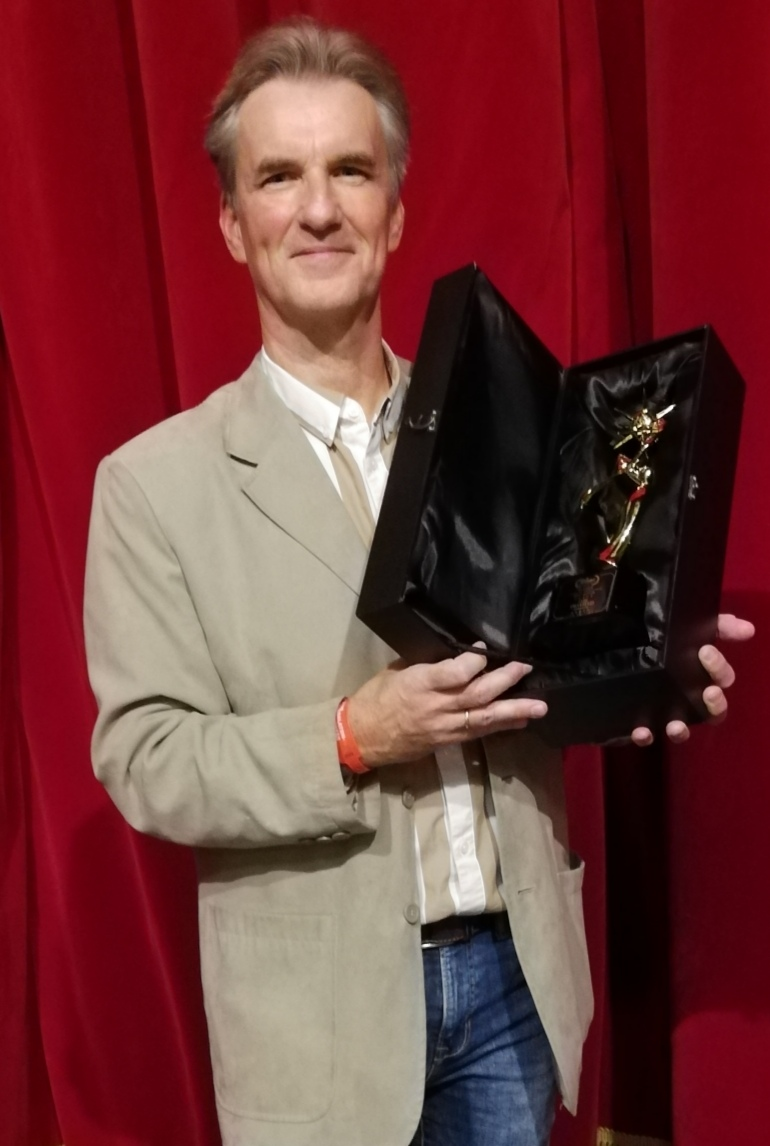
A Las Vegas-i filmfesztivál legjobb színész díjával

- Las Vegas filmfesztivál legjobb színész díja (2021)[79]
- Floridai Nemzetközi Filmfesztivál legjobb színész díja (2022)[79]
- A 2023/2024-es évad legjobb közönségdíjas férfi színésze a Karinthy Színházban.[80]